# Pteraster marsippus
Pteraster marsippus är en sjöstjärneart som beskrevs av Fisher 1910. Pteraster marsippus ingår i släktet Pteraster och familjen knubbsjöstjärnor. Inga underarter finns listade i Catalogue of Life.